# Pipolaki
Pipolaki est une marque française d'articles coiffants spécialisée dans les sports d'hiver. Le siège de Pipolaki est situé à Saint-Pierre-d'Irube.
Pipolaki réalise 30 % de ses ventes à l'étranger.

## Histoire
La marque a été créée en 1962 par André Olibet, alors responsable de l'entreprise qui fabrique des bérets basques depuis 1819. Par passion du ski et par jeu, il a fabriqué quelques bonnets pour Annie Famose, la Paloise de l'équipe de France de ski, et les a baptisés « Pipolaki ».

## Sponsoring
Pipolaki a sponsorisé les plus grands noms du ski français parmi lesquels :
- Annie Famose
- les sœurs Goitschel (Marielle et Christine), notamment pendant les Jeux Olympiques d'Innsbruck en 1964.
- Jean-Claude Killy, notamment pendant les Jeux Olympiques de Grenoble en 1968.

Dans les années 1980, Pipolaki est partenaire des équipes de France de ski alpin, de ski de fond et de biathlon.
Pipolaki sponsorise Thibaud Duchosal, un freerider français, classé 6e au niveau mondial en 2009.